# Bukaresti botanikus kert
A bukaresti Dimitrie Brândză botanikus kert a román főváros 1860-ban alapított füvészkertje. 1884-től működik jelenlegi helyén, a Cotroceni-palotával átellenben elhelyezkedő 17,5 hektáros telken. 1994 óta viseli korábbi igazgatója, Dimitrie Brândză nevét.
A kert tízezer növényfajt állít ki. Az ágyásokon és ültetvényeken kívül adminisztratív épületek, múzeum, könyvtár és látogatható melegházak is helyet kaptak területén. Helyi jelentőségű műemlékként tartják nyilván B-II-a-B-18508 azonosító alatt.

## Története
1860-ban alapították Ulrich Hoffmann professzor vezetésével a bukaresti Orvosi és Gyógyszerészeti Egyetem (jelenleg Carol Davila egyetem) mellett, a Cotroceni sugárúton. 1865–1866 között építették az első melegházakat, így egzotikus növények termesztésére és kiállítására is lehetőség nyílt. 1866-ban, Hoffmann halála után Dimitrie Grecescu akadémikus vette át a kert vezetését.
1874-ben ezt a területet a Cotroceni-palota parkjához csatolták, a botanikus kertnek új helyet jelöltek ki a városközpontban, a Suțu-palota telkén, a Piața Universității téren, igazgatójául pedig Dimitrie Brândză botanikust nevezték ki. A tér rendszerezése és két új sugárút terve miatt a kert hamarosan ismét költözésre kényszerült; 1884-ben a Cotroceni-negyedben jelöltek ki számára telket, ahol máig is működik. Tájépítésze a brüsszeli Louis Fuchs volt. Brândză ellenőrzése alatt (1874–1895) a kert látványos fejlődésen ment keresztül: létrehozták a fő faültetvényeket, megnyitották az első melegházakat (1891), cserekapcsolatokat létesítettek több külföldi füvészkerttel, megépítették a Botanikai Intézetet. A 20. században folytatódott az előrehaladás, a gyűjteményeket bővítették, új szektorokat hoztak létre. 1930-ban egy éttermet is nyitottak (ezt ma adminisztratív épületként használják).
A botanikus kertet csak 1935-ben nyitották meg a nagyközönség számára; ebből az alkalomból át is rendezték Octav Doicescu építész tervei alapján, szobrokat állítottak, kőfalait fémkerítésre cserélték. 1944-ben, a második világháború alatt angol–amerikai bombázás pusztította; ekkor semmisült meg a Botanikai Intézet régi épülete. 1952-ben átrendezték a kertet, 1960-ban felépítették az Intézet új épületét, 1976-ban új melegházakat nyitottak, 1978-ban pedig megnyílt a Botanikai Múzeum a park területén álló Saint-Georges házban. 1980–1981-ben elkészítették a központi, 0,9 hektáros nagy tavat. 1994-től viseli Dimitrie Brândză nevét.

## Leírása
A botanikus kert területe 17,5 (más forrás szerint 18,2) hektár, tengerszint feletti magassága 73–87 méter. Több részre (ún. szektorra) osztották:
- Dísznövények (a főbejárat közelében): 1,8 hektáros területen több, mint 600 taxont vonultat fel, ahol az év bármelyik hónapjában láthatók virágzó növények.[8]
- Ritka romániai növények, egyes példányai természeti emlékek (monumente ale naturii).[9]
- Mediterrán flóra és Dobrudzsa flórája; Románia déli részeire jellemző növények.[9]
- Olasz kert, pihenőhely medencével, padokkal.[9]
- Rózsakert, az új melegházak előtt.[10]
- A Kárpátok növényvilága, dombos hely a Kárpátokra jellemző fákkal és virágokkal.[10]
- Fenyves magaslat vízeséssel és kis tóval; az egyik legkorábban elkészült rész (1886).[10]
- Szisztematikus szektor.[10]
- Haszonnövények, főként gyógynövények.[10]

### A melegházak
Az első melegházakat 1889–1891 között építették 760 m² alapterületen, a Liège-i botanikus kert létesítményeinek mintájára, és egészen 1976-ig kiállítóhelyként szolgáltak (ekkor kultúrnövényeket kezdtek termeszteni bennük). 1958–1963 és 1973–1976 között új melegházak épültek 650, illetve 2500 m² alapterületen. Ezekben főként egzotikus, trópusi növények láthatóak (pálmák, pozsgások, orchideák, húsevő növények, páfrányok, citrusfák, vízinövények stb). 2011-ben ismét megnyitották a régi, „Liège-i” épületeket is a látogatók számára.

### A múzeum
A Botanikai Múzeum eredetileg az Intézet épületében működött, annak 1944-es megsemmisüléséig. 1978-ban a főbejárat közelében álló neobizánci épületbe költöztették, a gyűjteményeknek 20 szobát rendeztek be. Az épület korábban Alexandru Saint-Georges (1886–1954) gyűjtő háza volt; a két világháború között művészeti múzeum működött benne. A botanikai múzeum 15 000 növényt mutat be, ezeken kívül botanikai festményeket (Angiolina Santocono) és preparált állatokat. Herbáriuma 500 000 növényfajt tartalmaz.

## Képek

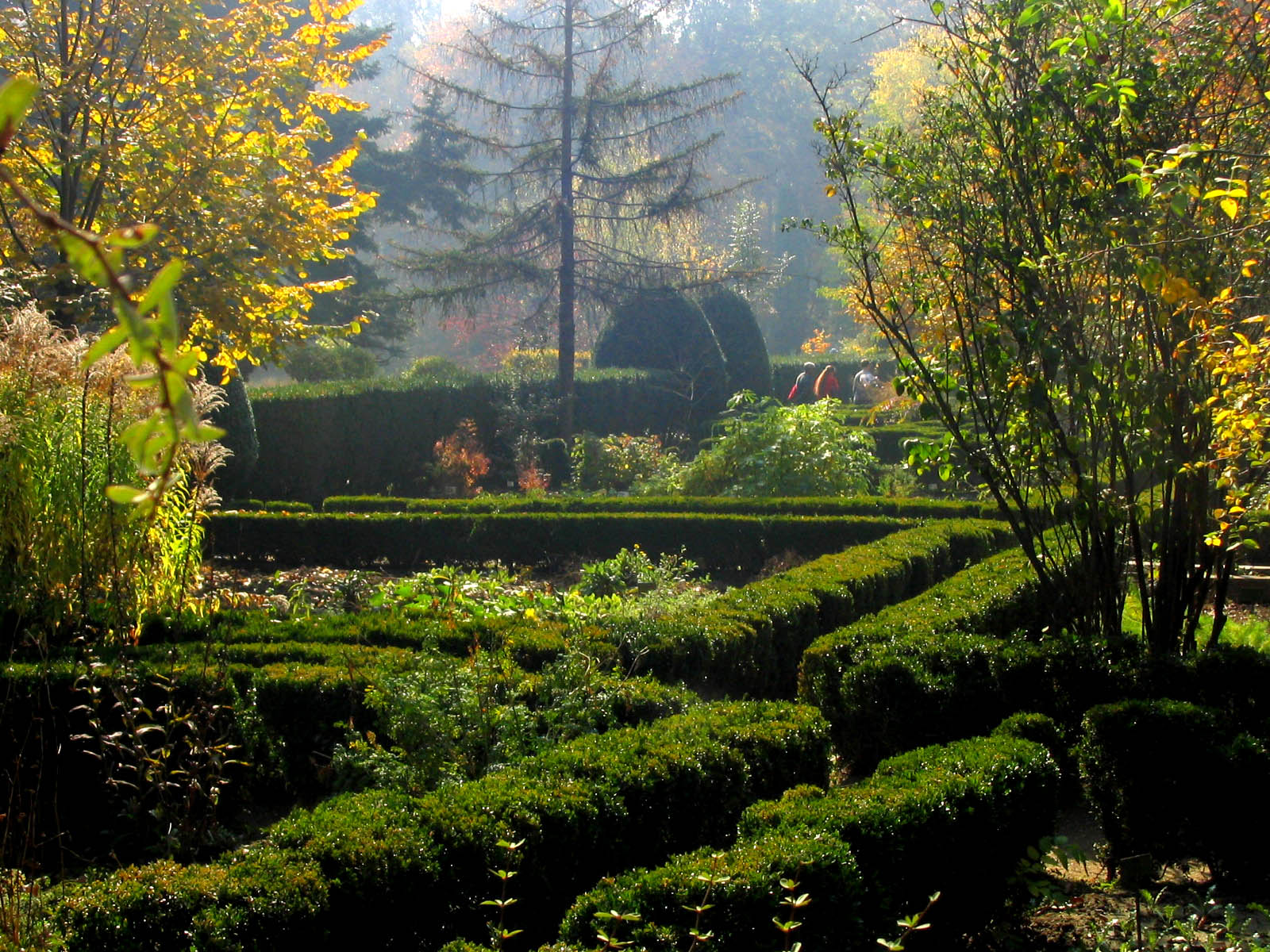
Sövények és ágyások
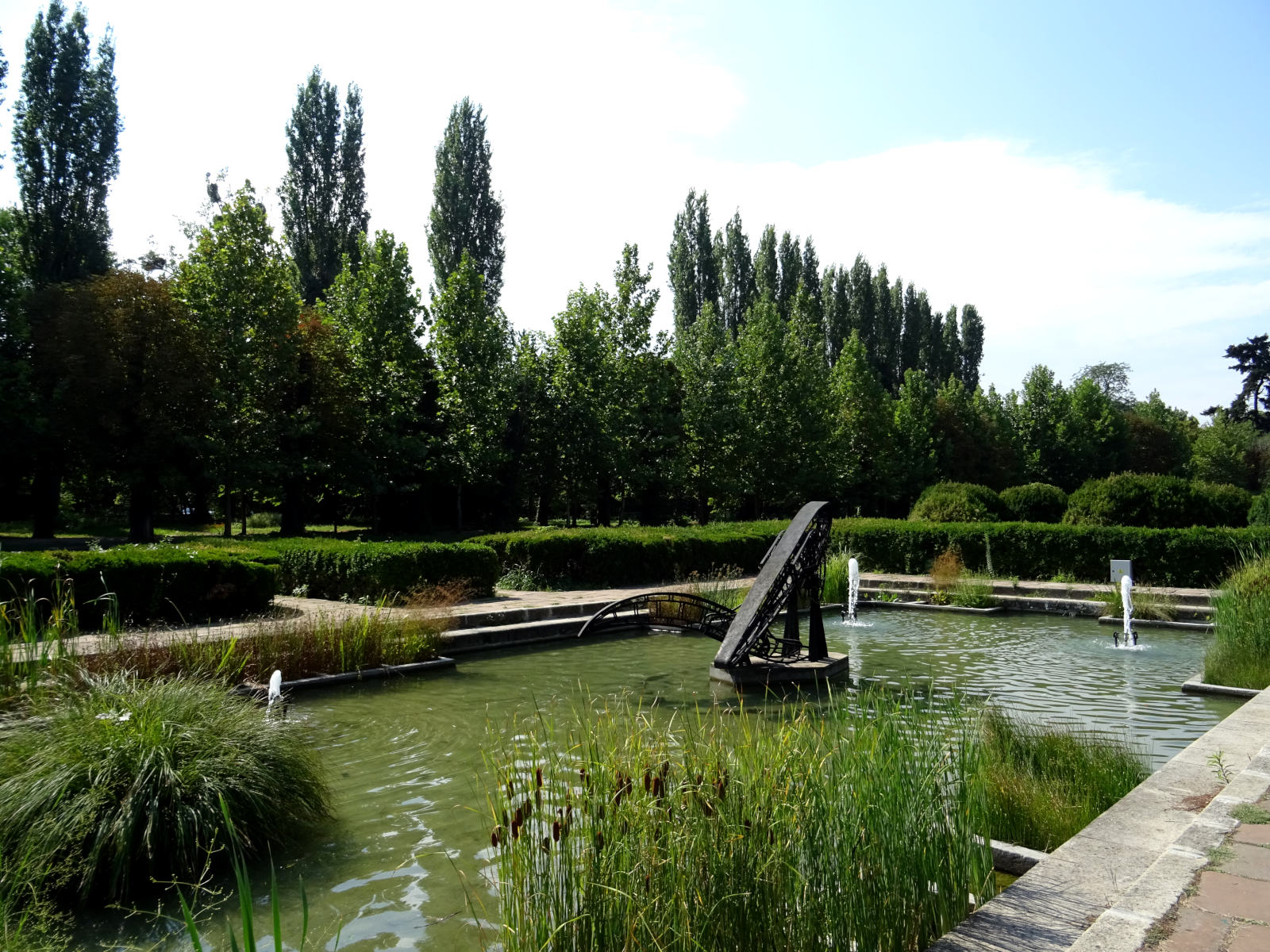
Olasz kert
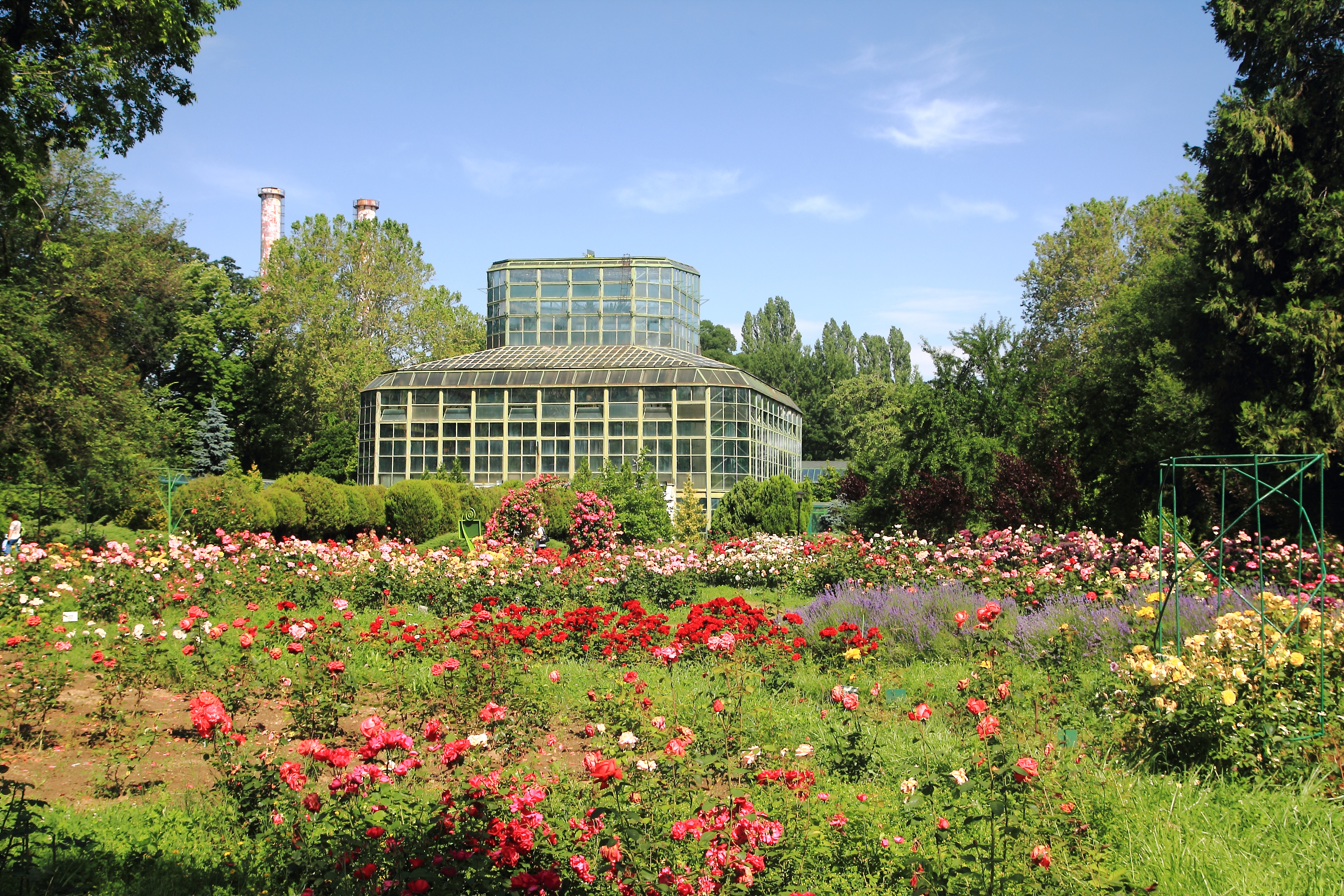
Rózsák és az új melegház
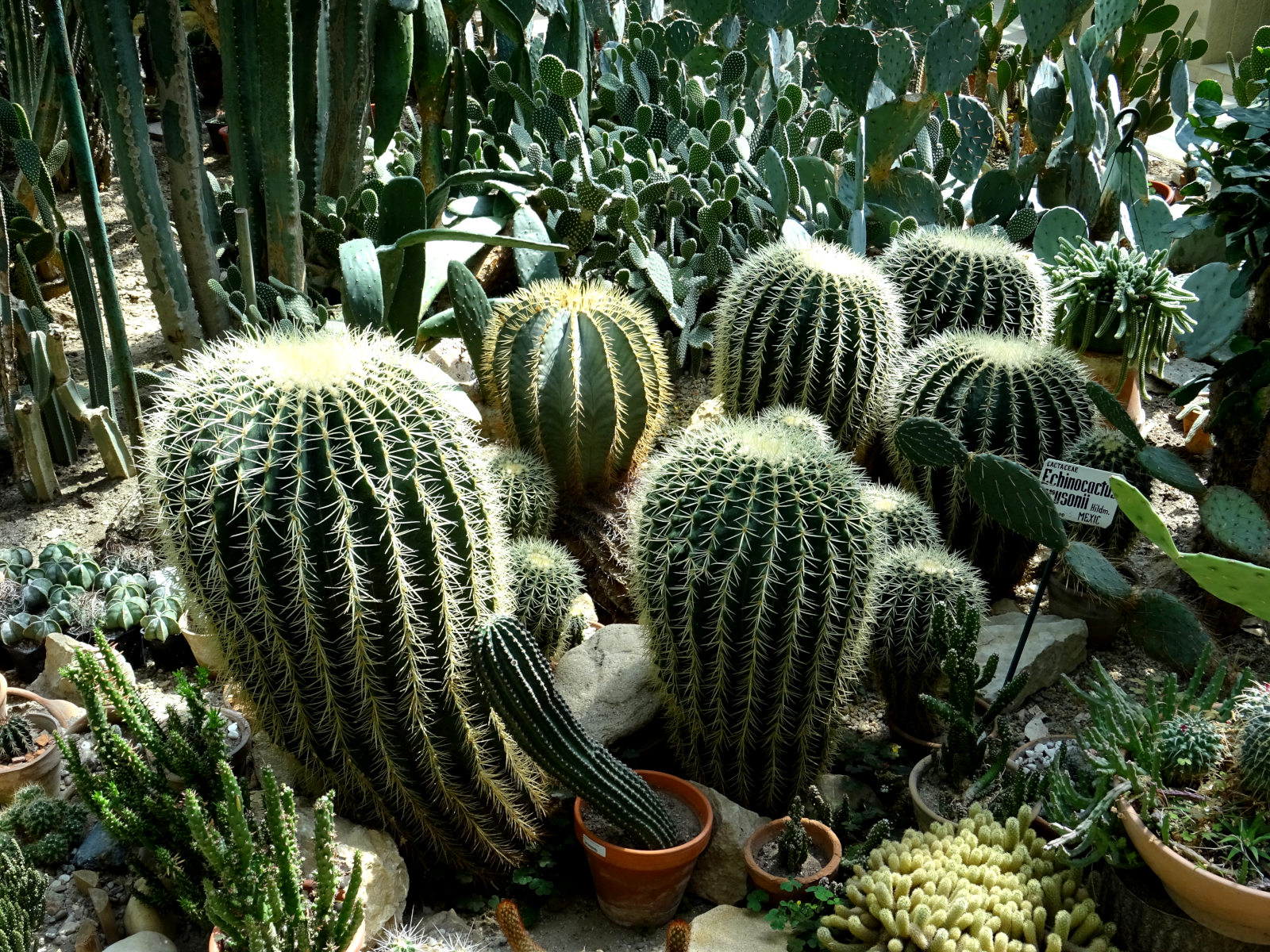
Kaktuszok
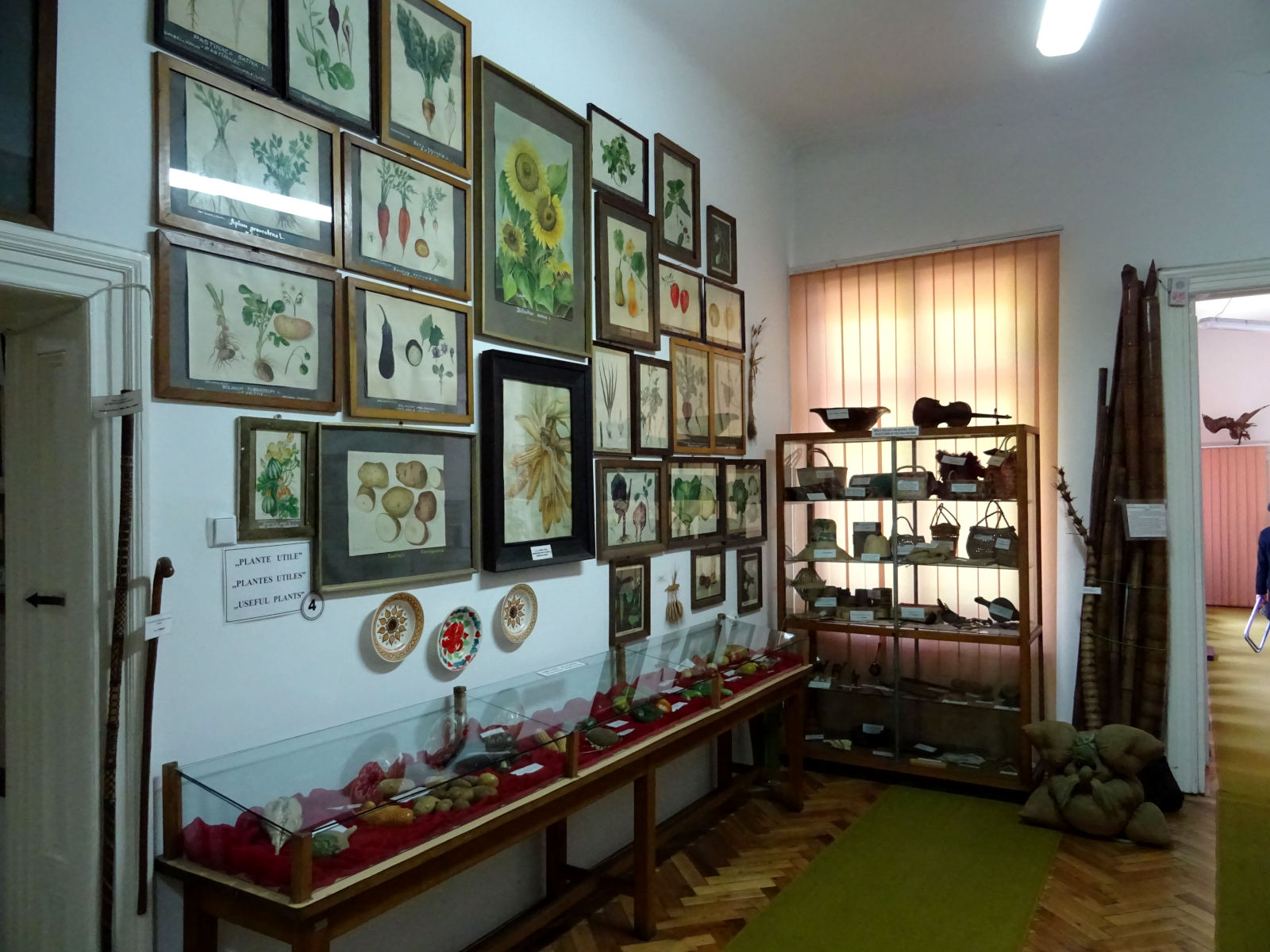
A múzeumban